# 堅昆
堅昆，又稱鬲昆，古代國家，居於葉尼塞河上游流域至阿勒泰一带，从事畜牧，兼营农业和狩猎。與丁零有通婚關係，後一同被併入匈奴之下，其部族後代往吉爾吉斯範圍移動，據《新唐書》記載，黠戛斯為其後代，元代稱其為吉利吉思，清代稱其為布魯特，這些名稱其實都是各時期各種不同的音譯。蒙古人、柯爾克孜族與叶尼塞吉尔吉斯人為其後裔。

## 概論
據《史記》記載，堅昆在丁零附近，在匈奴興起時，與丁零等，一同被匈奴併吞。

## 延伸阅读
[在维基数据编辑]
 《欽定古今圖書集成·方輿彙編·邊裔典·堅昆部》，出自陈梦雷《古今圖書集成》